# Lago di Attabad

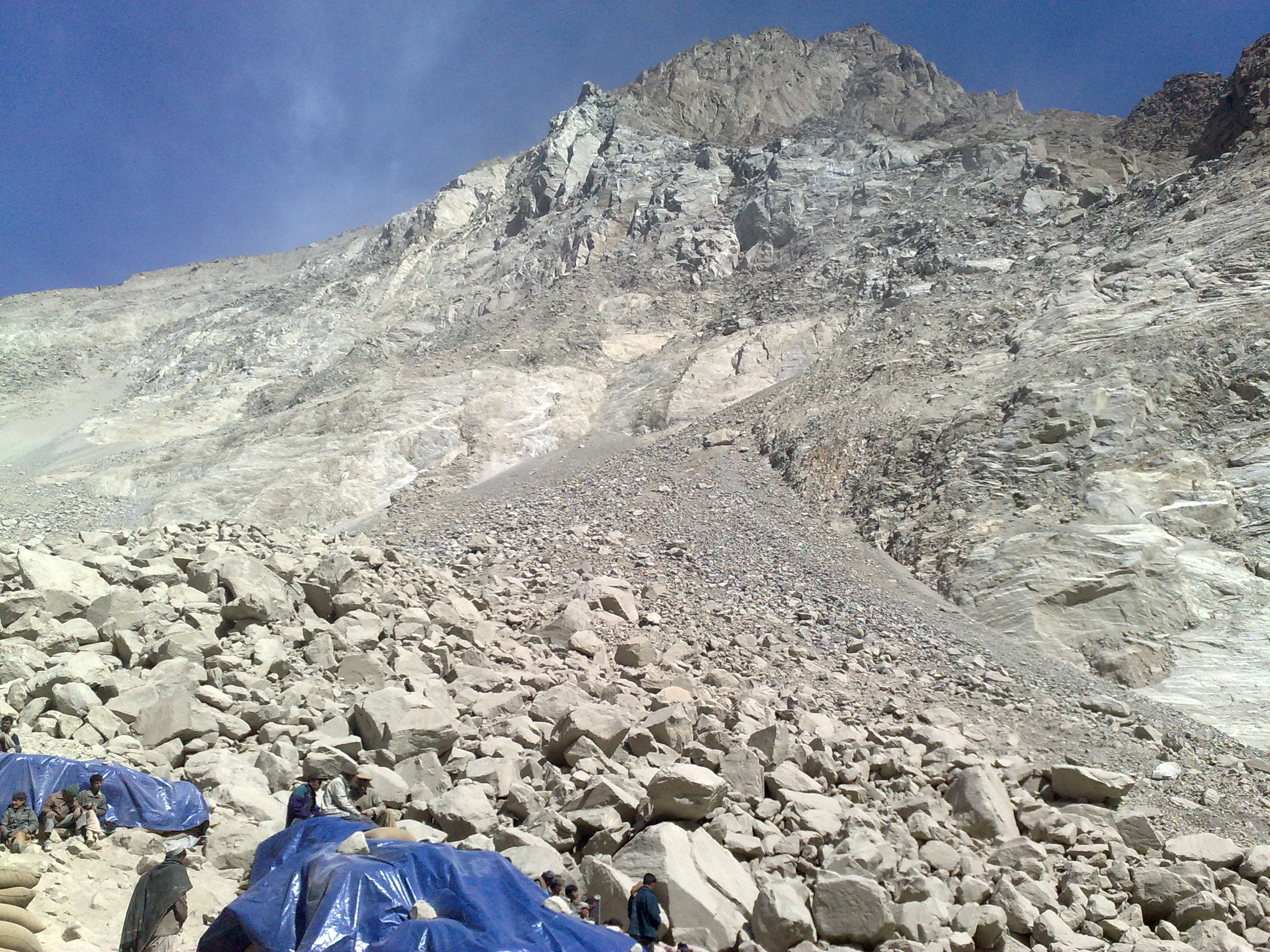
Primo piano della frana

Il lago di Attabad, noto anche come lago Gojal, è un lago situato nella valle di Gojal nella regione di  Gilgit-Baltistan, nel nord del Pakistan, creatosi nel gennaio 2010 a seguito di una frana.
Il lago si è formato a seguito della caduta di un'enorme frana nei pressi del villaggio di Attabad nel territorio di Gilgit-Baltistan ad est di Karimabad il 4 gennaio 2010. La grossa slavina ha ucciso venti persone e bloccato il fiume Hunza per cinque mesi. L'allagamento ha richiesto lo spostamento di 6 000 persone che abitavano alcuni villaggi a valle, e altre 25 000 subirono gravi danni a causa dell'inondazione della strada del Karakorum che bloccò i rifornimenti. Il lago ha raggiunto le dimensioni di 21 km di lunghezza e una profondità di 100 metri di profondità dalla prima settimana di giugno del 2010, quando l'acqua cominciò a defluire dalla diga di terra creata dalla frana. Gojal ha avuto la maggior parte di edifici allagati con oltre 170 case e 120 negozi. I residenti subirono carenza di cibo e altri generi di conforto a causa del blocco dell'autostrada.
Dal 4 di giugno il deflusso delle acque del lago iniziò ad aumentare.

## Conseguenze della frana
Gli abitanti che si videro le terre inondate organizzarono una protesta contro la debole azione del governo nell'indennizzo dei danni subiti e dei terreni persi.
A seguito della diga naturale creatasi sul fiume Hunza, cinque villaggi a nord dello sbarramento vennero inondati. Uno di essi, Ayeenabad, venne completamente sommerso. Sorte simile toccò a gran parte del villaggio di Shishkat. Anche il 40% del villaggio di Gulmit, capoluogo della valle di Gojal, venne sommerso dalle acque. I villaggi di Hussain e Ghulkin subirono anch'essi una parziale inondazione del loro territorio.
L'intera popolazione della valle di Gojal, più di 25 000 persone, venne colpita dalla formazione del lago, a causa delle difficoltà di accesso stradale che influenzarono i commerci, con la perdita di terreni, case e raccolti agricoli.
Attabad ricevette la visita del vecchio e del nuovo Primo ministro Yousuf Raza Gillani e Nawaz Sharif, e del primo ministro del Punjab Shahbaz Sharif. Sharif annunciò un indennizzo di 100 milioni di rupie per i danni e 0,5 milioni per i parenti delle vittime, da parte del governo del Punjab.

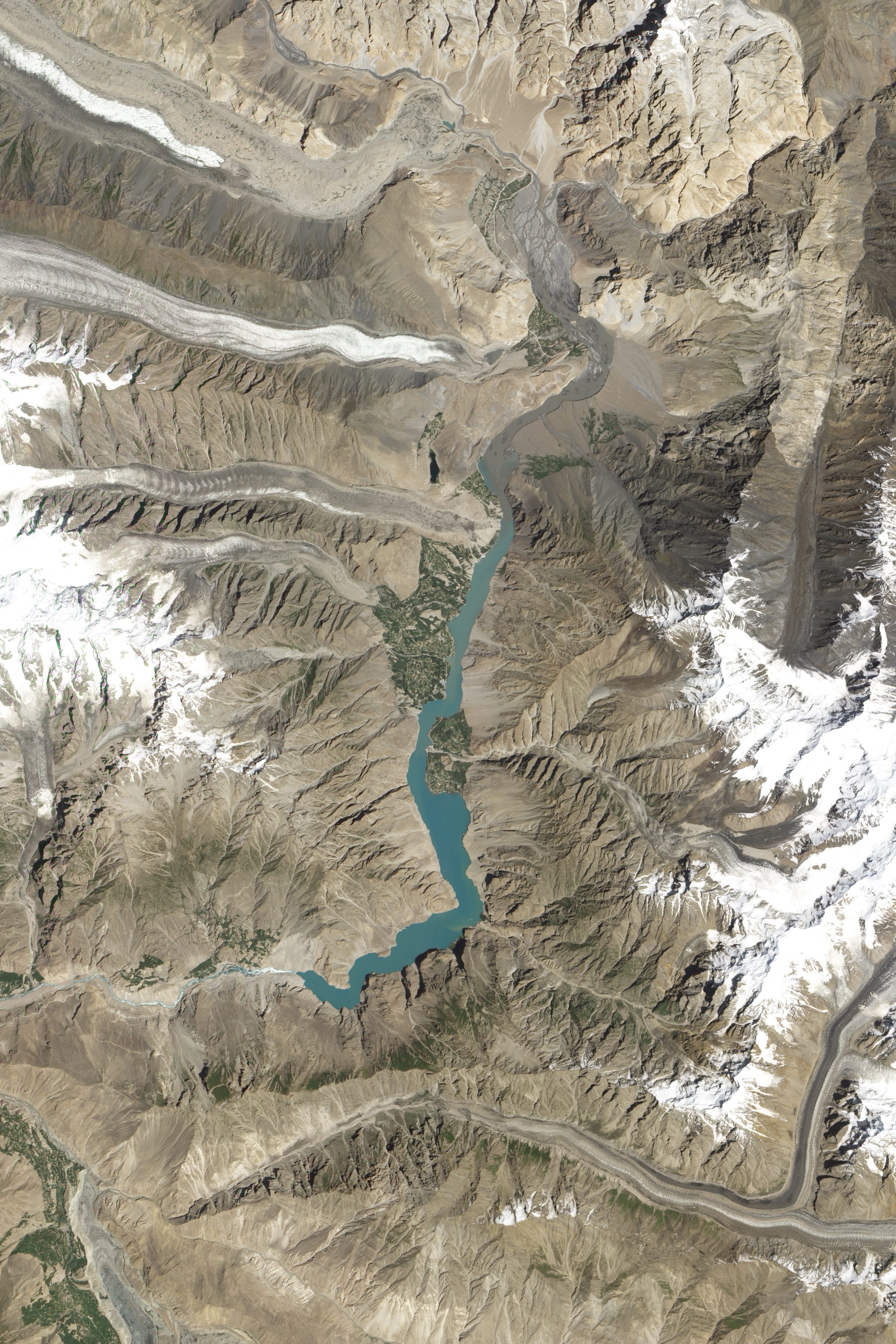
Il lago Attabad nell'agosto 2011

Le aree a valle del lago rimasero in allerta, nonostante alcuni funzionari ritenessero che uno scenario di inondazione ulteriore era meno probabile, dato che il fiume aveva iniziato a scorre sopra la diga durante la prima settimana di giugno 2010. Molte persone vennero evacuate in 195 campi di provvisori di soccorso; 2 ospedali a valle, il Kashrote Eye Vision Hospital e l'Health Service Aga Khan, evacuarono sia il personale che le attrezzature.  Alcuni funzionari avevano erroneamente previsto che, non appena l'acqua avesse iniziato a scorrere sopra la diga, un'onda avrebbe colpito le zone immediatamente a valle.
Dal 14 giugno 2010, l'acqua continuò a salire. Il DawnNews scrisse che "242 case, 135 negozi, 4 hotel, 2 scuole, 4 fabbriche e diverse decine di ettari di terra coltivata" erano stati inondati, e che gli abitanti stavano ricevendo dei sussidi per il loro sostentamento. Il giornale riferì che 25 km della strada del Karakoram e sei ponti erano andati distrutti.

## Aspetti etnici del disastro
La valle di Gojal, che fu la più colpita dall'evento, è sede di tre gruppi etnici, vale a dire i Wakhi (80%), Burushaski (18%) e Domaki (2%). L'intera popolazione di lingua Domaki, una piccola e storicamente emarginata comunità, venne sloggiata dal villaggio di Shishkat, mentre i Wakhi e i Burushaski sono stati colpiti in maniera grave.

## Riallineamento della Strada del Karakorum

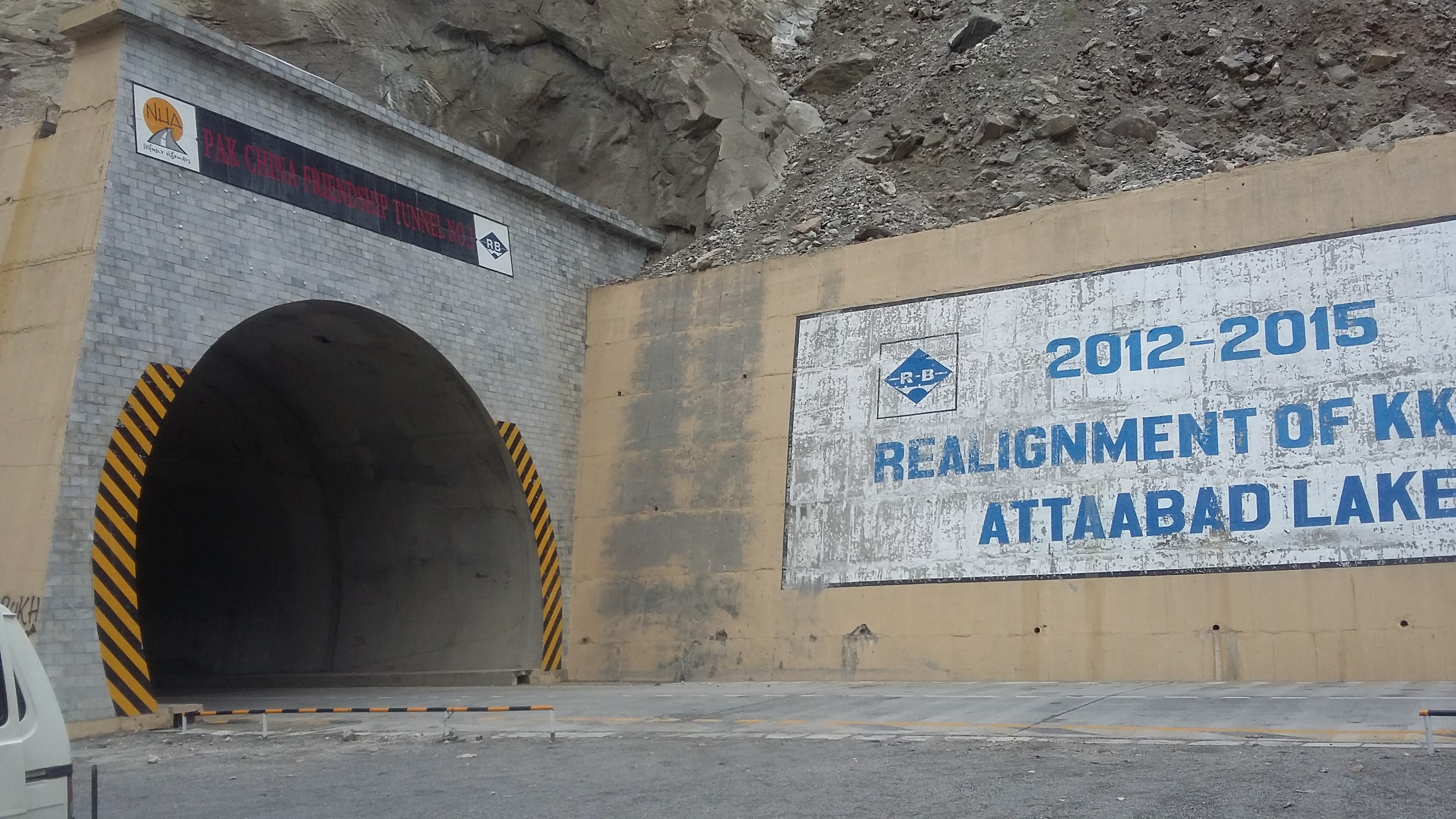
Galleria presso il lago di Attabad

Un lungo tratto della Strada del Karakorum è stato sommerso a causa dello sbarramento del fiume Hunza conseguente alla frana avvenuta nel 2010. Il 14 settembre 2015, il primo ministro pakistano ha inaugurato un tratto di 24 km di strada in cui sono state costruite cinque gallerie lunghe complessivamente sette chilometri, per riattivare la circolazione lungo la strada del Karakorum. Il progetto di riallineamento è costato 275 milioni di dollari.